# 空耳Cake/Raspberry heaven
《空耳Cake/Raspberry heaven》（日语：空耳ケーキ/Raspberry heaven）是日本音樂組合Oranges & Lemons的首張單曲。2002年4月22日由Lantis發行。

## 概要
《空耳Cake/Raspberry heaven》是音樂組合Oranges & Lemons的出道單曲和東京電視台電視動畫《笑園漫畫大王》採用歌曲。「空耳Cake」是片頭曲、「Raspberry heaven」是片尾曲。該單曲發行之後，並在伊藤真澄的原創專輯《Wonder Wonderful》收錄。

## 收錄歌曲
所有歌曲由畑亞貴作詞。
1. 空耳Cake (3:55)
  - 作曲、編曲：伊藤真澄
  - 東京電視台電視動畫《笑園漫畫大王》片頭主題曲
2. Raspberry heaven (3:33)
作曲、編曲：上野洋子（日语：上野洋子）
東京電視台電視動畫《笑園漫畫大王》片尾主題曲
3. 空耳Cake（off vocal） (3:54)
4. Raspberry heaven（off vocal） (3:30)

## 來源
1. ↑  . Review. JP.   [2017-01-23]. （原始内容存档于2012-12-30） （日语）.

## 外部連結
- Lantis官方網站的歌曲介紹頁面 （页面存档备份，存于） （日語）